# Browser Object Model
Das Browser Object Model (BOM) ist ein mit dem Document Object Model (DOM) verwandtes Objektmodell, das in Webbrowsern und deren Skriptsprache JavaScript zur Verfügung steht. Im Gegensatz zum DOM ist das BOM kaum als eigenständiges Objektmodell bekannt. Es ist, auch im Gegensatz zum DOM, keine offizielle ‚Recommendation‘ des World Wide Web Consortium (W3C).
Das BOM besteht im Wesentlichen aus den Objekten navigator, history, screen, location, document, die dem Objekt window untergliedert sind. Da das document-Objekt das oberste Objekt der DOM-Hierarchie ist, kann das DOM als Teil des BOM betrachtet werden.

## Verwendung
Während das DOM dort zum Einsatz kommt, wo ein HTML- oder XML-Dokument gelesen oder manipuliert wird, findet das BOM Verwendung etwa bei der Weiterleitung auf andere Dokumente oder wenn mehrere Dokumente gleichzeitig, beispielsweise in einem Frameset, angezeigt werden.